# The Heike Story
The Heike Story (jap. 平家物語 Heike monogatari) – anime internetowe oparte na eposie o tym samym tytule. Prawa do streamingu serii nabył Crunchyroll. 

## Bohaterowie
- Biwa (jap. びわ)

Muzykantka zajmująca się grą na biwie, postać niewystępująca w eposie.
Seiyū: Aoi Yūki 
- Taira no Shigemori (jap. 平重盛)

Najstarszy syn Kiyomoriego.
Seiyū: Takahiro Sakurai 
- Taira no Tokuko (jap. 平徳子)

Córka Kiyomoriego, żona cesarza Takakury, matka cesarza Antoku.
Seiyū: Saori Hayami 
- Taira no Kiyomori (jap. 平清盛)

Senior rodu Heike.
Seiyū: Tesshō Genda 
- Taira no Tokiko (jap. 平時子)

Żona Kiyomoriego.
Seiyū: Kikuko Inoue 
- Taira no Koremori (jap. 平維盛)

Najstarszy syn Shigemoriego.
Seiyū: Miyu Irino 
- Taira no Sukemori (jap. 平資盛)

Syn Shigemoriego.
Seiyū: Nobuhiko Okamoto 
- Taira no Kiyotsune (jap. 平清経)

Syn Shigemoriego.
Seiyū: Natsuki Hanae 
- Taira no Munemori (jap. 平宗盛)

Syn Kiyomoriego, przyrodni brat Shigemoriego.
Seiyū: Nobuyuki Hiyama 
- cesarz Go-Shirakawa (jap. 後白河法皇)

cesarz Japonii, ojciec cesarza Takakury.
Seiyū: Shigeru Chiba 
- cesarz Takakura (jap. 高倉天皇)

Cesarz Japonii, ojciec cesarza Antoku, mąż Tokuko.
Seiyū: Kōtarō Nishiyama 

## Lista odcinków
| #  | Tytuł                                                         | Premiera             |
| -- | ------------------------------------------------------------- | -------------------- |
| 1  | Heike ni arazareba hito ni arazu (平家にあらざれば人にあらず) | 16 września 2021     |
| 2  | Shaba no eiga wa yume no yume (娑婆の栄華は夢のゆめ)          | 23 września 2021     |
| 3  | Shishigatani no inbō (鹿ケ谷の陰謀)                           | 30 września 2021     |
| 4  | Mumon no sata (無文の沙汰)                                    | 7 października 2021  |
| 5  | Hashi kassen (橋合戦)                                         | 14 października 2021 |
| 6  | Miyako utsuri (都遷り)                                        | 21 października 2021 |
| 7  | Kiyomori, shisu (清盛、死す)                                  | 28 października 2021 |
| 8  | Miyako ochi (都落ち)                                          | 4 listopada 2021     |
| 9  | Heike nagaruru (平家流るる)                                   | 11 listopada 2021    |
| 10 | Dan-no-Ura (壇ノ浦)                                           | 18 listopada 2021    |
| 11 | Shogyō mujō (諸行無常)                                        | 25 listopada 2021    |